# Scars of Jealousy
Scars of Jealousy est un film américain réalisé par Lambert Hillyer et sorti en 1923.

## Fiche technique
- Réalisation : Lambert Hillyer
- Scénario : 	Lambert Hillyer
- Producteur : Thomas H. Ince
- Photographie : J. O. Taylor
- Durée : 70 minutes
- Format : 16 mm ; noir & blanc[1]
- Dates de sortie: 
  - 5 mars 1923 ( États-Unis)

## Distribution
- Frank Keenan : Colonel Newland
- Edmund Burns : Jeff Newland
- Lloyd Hughes : Cody Jacques
- Marguerite De La Motte : Helen Meanix
- James Neill : Colonel Meanix
- Walter Lynch : Pere Jakes
- James "Jim" Mason : Zeke Jakes
- Mattie Peters : Mandy
- George H. Reed : Mose